# Isidor (Philosoph)
Isidoros (* vermutlich zwischen 445 und 450; † zwischen 517 und 526) war ein spätantiker Philosoph der neuplatonischen Richtung und Leiter der Philosophenschule in Athen. Er befasste sich hauptsächlich mit Metaphysik. Von seinen Werken, zu denen Hymnen gehörten, ist nichts erhalten geblieben.

## Leben
Isidor stammte aus Alexandria. Seine Familie gehörte offenbar zum Kreis der dortigen Neuplatoniker, die als Heiden in Opposition zur christlichen Staatsreligion standen. Sein Onkel Aigyptos, der Bruder seiner Mutter Theodote, war ein Freund des Philosophen Hermeias von Alexandria. Zunächst erhielt Isidor seine philosophische Ausbildung in seiner Heimatstadt unter der Leitung von zwei nicht namentlich genannten Brüdern, die gewöhnlich mit Asklepiades und Heraiskos von Alexandria identifiziert werden; sein Vorbild war der sehr zurückgezogen lebende Asket Sarapion. Später begab er sich nach Athen, wo damals der berühmte Philosoph Proklos die neuplatonische Schule leitete, welche die Tradition der Platonischen Akademie fortsetzte. Isidor wurde ein Schüler des Proklos, der ihn schätzte und den er sehr verehrte. Außerdem studierte er die Lehren des Aristoteles bei Marinos von Neapolis, dem späteren Nachfolger des Proklos.
Später kehrte Isidor nach Alexandria zurück. Dort geriet er in Schwierigkeiten, als die christlichen Behörden gegen die Neuplatoniker vorgingen (wohl 482–484), und musste die Stadt verlassen. Kurz nach dem Tod des Proklos (17. April 485) begab er sich erneut nach Athen. Der neue Schulleiter Marinos schätzte ihn, doch Isidor hielt von Marinos wenig und betrachtete ihn nicht als würdigen Diádochos (Schuloberhaupt, wörtlich „Nachfolger“ [Platons]). Marinos schrieb einen Kommentar zu Platons Dialog Philebos und bat Isidor um eine Stellungnahme. Als Isidor das Werk kritisierte und die Meinung äußerte, der bereits vorhandene Philebos-Kommentar des Proklos sei ausreichend, verbrannte Marinos seine Schrift. Die beiden Philosophen hatten außerdem Meinungsverschiedenheiten über die Auslegung von Platons Dialog Parmenides, den Marinos ebenfalls kommentiert hatte. Schließlich kam es auch in Athen zu Spannungen zwischen Christen und Platonikern, die so gefährlich waren, dass Marinos sich seines Lebens nicht mehr sicher fühlte und nach Epidauros floh, von wo er nicht mehr zurückkehrte. Isidor wurde zu seinem Nachfolger gewählt, doch erhielt er das Amt des Schulleiters nur ehrenhalber und musste daher die damit verbundenen Amtspflichten nicht ausüben. Die Schule befand sich damals in einer Krise, die Isidor als so heillos betrachtete, dass er erwog, Athen zu verlassen. Ob er diese Absicht in die Tat umsetzte, ist unbekannt.
Ein Schüler, Freund und Bewunderer Isidors war Damaskios, der spätestens 515 das letzte Oberhaupt der neuplatonischen Schule wurde. Mit ihm unternahm Isidor eine Orientreise, die ihn nach Gaza, auf die Arabische Halbinsel, nach Bostra, Damaskus und Heliopolis (Baalbek) führte. Damaskios widmete seinem Lehrer eine Biographie, die nur in Auszügen in der Bibliothek des Photios sowie in einigen Fragmenten in der Suda überliefert ist. Darin wird Isidor als sehr wahrheitsliebend und offenherzig beschrieben.
Isidor war mit einer Frau namens Domna verheiratet, die nach der Geburt eines Sohnes starb, den Isidor nach seinem Lehrer Proklos nannte.

## Quelle
- Polymnia Athanassiadi (Hrsg.): Damascius: The Philosophical History. Apamea Cultural Association, Athen 1999, ISBN 960-85325-2-3 (kritische Edition der Auszüge und Fragmente der Biographie Isidors mit englischer Übersetzung)
- Clemens Zintzen (Hrsg.): Damascii vitae Isidori reliquiae. Olms, Hildesheim 1967 (kritische Edition der Auszüge und Fragmente der Biographie Isidors)
- Rudolf Asmus (Hrsg.): Das Leben des Philosophen Isidoros von Damaskios aus Damaskos. Meiner, Leipzig 1911 (deutsche Übersetzung der Auszüge und Fragmente der Biographie Isidors)